# Lébény
Lébény est une ville du comitat de Győr-Moson-Sopron en Hongrie. Elle a le titre de ville depuis le 15 juillet 2013.